# 张超然
张超然（1940年8月23日—），男，浙江温州人，中国水利水电工程专家，中国工程院院士。

## 生平
1966年2月毕业于清华大学。2003年当选为中国工程院院士。